# Голт (округ, Міссурі)
Шаблон:StateAbbr_ 40°05′ пн. ш. 95°13′ зх. д. / 40.09° пн. ш. 95.21° зх. д.
Округ  Голт (англ. Holt County) — округ (графство) у штаті Міссурі, США. Ідентифікатор округу 29087.

## Історія
Округ утворений 1841 року.

## Демографія
За даними перепису 
2000 року 
загальне населення округу становило 5351 осіб, усе сільське.
Серед мешканців округу чоловіків було 2645, а жінок — 2706. В окрузі було 2237 домогосподарств, 1503 родин, які мешкали в 2931 будинках.
Середній розмір родини становив 2,91.
Віковий розподіл населення поданий у таблиці:
| Стать    | До 15 років | 15-21 | 22-29 | 30-39 | 40-49 | 50-65 | 65-85 | Понад 85 |
| -------- | ----------- | ----- | ----- | ----- | ----- | ----- | ----- | -------- |
| Чоловіки | 529         | 267   | 189   | 332   | 393   | 462   | 399   | 74       |
| Жінки    | 488         | 206   | 187   | 348   | 367   | 432   | 548   | 130      |

## Суміжні округи
- Атчісон — північ
- Нодавей — північний схід
- Ендрю — південний схід
- Доніфан, Канзас — південь
- Браун, Канзас — південний захід
- Річардсон, Небраска — захід
- Немага, Небраска — північний захід

## Виноски
1. ↑  U.S. Decennial Census. United States Census Bureau. Архів оригіналу за 26 квітня 2015. Процитовано 16 листопада 2014.
2. ↑  Historical Census Browser. University of Virginia Library. Архів оригіналу за 11 серпня 2012. Процитовано 16 листопада 2014.
3. ↑  Population of Counties by Decennial Census: 1900 to 1990. United States Census Bureau. Архів оригіналу за 3 грудня 2014. Процитовано 16 листопада 2014.
4. ↑  Census 2000 PHC-T-4. Ranking Tables for Counties: 1990 and 2000 (PDF). United States Census Bureau. Архів оригіналу (PDF) за 18 грудня 2014. Процитовано 16 листопада 2014.
5. ↑  State & County QuickFacts. United States Census Bureau. Архів оригіналу за 13 липня 2011. Процитовано 9 вересня 2013.(англ.) Наведено за англійською вікіпедією.
6. ↑  American FactFinder. Бюро перепису населення США. Архів оригіналу за 21 травня 2008. Процитовано 31 січня 2008.

| США | Це незавершена стаття з географії США. Ви можете допомогти проєкту, виправивши або дописавши її. |